# Ichuac
Ichuac ist ein Dorf auf der Insel Lemuy, die im Süden Chiles in der Región de los Lagos der größeren Insel Chiloé im Osten vorgelagert ist, mit einer Kirche, die von der UNESCO zum Weltkulturerbe erklärt wurde.

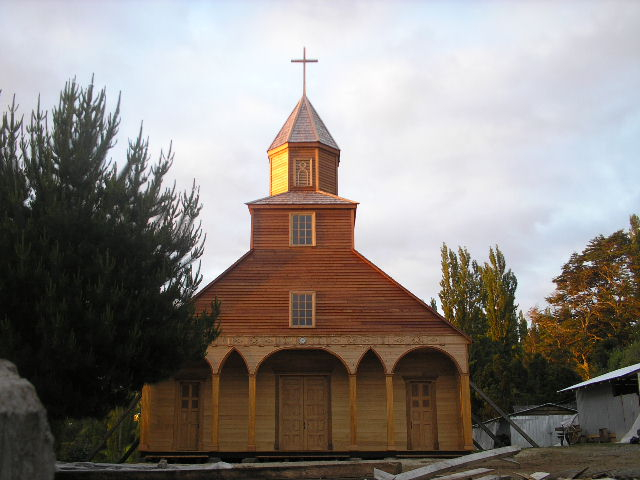
Kirche Virgen de Candelaria in Ichuac

## Lage
Ichuac, das an der Nordküste der hügeligen Insel Lemuy liegt, bildet mit acht anderen Ortschaften zusammen die Gemeinde (Comuna) Puqueldón mit 4.160 Einwohnern (2002), deren Gebiet die gesamte Insel mit ihren 97 km² Fläche umfasst. Die Entfernung nach Puqueldón, dem größten Ort der Insel und Sitz der Gemeindeverwaltung, beträgt 5 km in östlicher Richtung.

## Geschichte
Ichuac wurde bereits 1754 als eine Ortschaft der indigenen Bevölkerung mit einer Kapelle erwähnt und war zeitweise das größte von ursprünglich vier Dörfern der Insel Lemuy. Eine Volkszählung ergab 1787 für die Orte Ichuac, Puqueldón und Aldachildo zusammen 1.395 Einwohner, und 1790 lebten allein in Ichuac 343 Menschen.

## Sehenswertes
Ichuac, das bereits 1754 über eine Kapelle verfügte, ist bekannt wegen seiner sehenswerten Holzkirche Iglesia Virgen de Candelaria. Die Kirche wurde gegen Ende des 19. Jahrhunderts in einem neoklassizistischen Stil erbaut, und man verwendete beim Bau hauptsächlich Zypressen- und Lärchenholz. Wie bei allen Holzkirchen der Inseln Lemuy und Chiloé üblich, wurden bei dem Bau der Kirche in Ichuac keine Nägel aus Metall, sondern Nieten aus Holz verwendet, da Metall auf den Inseln Chiloé und Lemuy sehr knapp war.
Die dreischiffige Kirche ist 32 m lang und 13 m breit. Sie hat einen 18 m hohen Giebelreiter mit einem Zeltdach, der – wie im Falle der Kirche in Detif auf der Isla Lemuy – relativ gedrungen und in zwei Teile gegliedert ist. Wie für die Holzkirchen ihrer Art typisch, hat auch die Holzkirche in Ichuac im Bereich der Fassade einen Portikus mit Bögen. In diesem Fall sind fünf Bögen vorhanden, von denen zwei Spitzbögen sind. Im Bereich des Portikus hat die Kirche in Ichuac drei Eingänge mit aus Holz geschnitzten Türen – für jedes der drei Kirchenschiffe einen eigenen, wie es auch bei den meisten der anderen Holzkirchen auf den Inseln Lemuy und Chiloé üblich ist. Im Bereich des Portikus befindet sich eine Uhr, die 3:00 nachmittags anzeigt – die vermutete Uhrzeit des Todes Jesu am Karfreitag. Am Portikus fällt außen ein ungewöhnlicher Fries aus geschnitzten Sternen auf. Im Innern der Kirche sind zwei 1997 restaurierte Gemälde der Namenspatronin Virgen de la Candelaria (1,02 m groß) und des Erzengels Michael (88 cm) besonders beachtenswert.
Der Turm wurde 1950 umgebaut. 1980 erfolgte eine Restaurierung der Kirche, vor allem im Bereich der Seitenschiffe. Am 10. August 1999 wurde die Kirche zum Nationalen Kulturdenkmal erklärt, bevor sie Ende November 2000 in das Weltkulturerbe der UNESCO aufgenommen wurde. Eine weitere Renovierung erfolgte 2004 – Ende 2005.
Das Patronatsfest der Kirche wird jedes Jahr am 2. Februar mit einer Prozession gefeiert. Die Kirchengemeinde gehört zum Bistum San Carlos de Ancud.

## Verkehrsverbindungen und Infrastruktur
Die Insel Lemuy ist von Chonchi auf der größeren Insel Chiloé mit einer stündlich verkehrenden Fähre leicht zu erreichen, die Überfahrt dauert nur wenige Minuten.
Von Chulchuy, dem 3 km von Ichuac entfernten Fährhäfen Lemuys, führt eine gute ausgebaute Asphaltstraße über Ichuac nach Puqueldón, dem Verwaltungssitz der Gemeinde. Mehrmals am Tage verkehren Busse zwischen den Orten auf der Insel, einige Male täglich besteht sogar eine Direktverbindung nach Castro, der Hauptstadt der Provinz Chiloé. Der nächstgelegene Flughafen befindet sich in Puerto Montt auf dem chilenischen Festland.
Landwirtschaft – vor allem Viehzucht – und Fischerei sind die Haupterwerbsquellen der Bevölkerung der Insel Lemuy und damit auch von Ichuac. Um das Dorf herum liegen mehrere Farmen. Ichuac verfügt auch über Einkaufsmöglichkeiten des täglichen Bedarfes und über eine Schule.